# Eucosmomorpha multicolor
Eucosmomorpha multicolor là một loài bướm đêm thuộc họ Tortricidae. Nó được tìm thấy ở vùng Viễn Đông Nga (bao gồm Primorsky Krai, Amur, Maritime Territory), the Korean Peninsula và Nhật Bản.
Nơi sinh sống của nó bao gồm rừng lá rộng đất thấp.
Sải cánh dài 12–14 mm.